# نيويورك القديمة (رواية)
نيويورك القديمة (بالإنجليزية: Old New York: False Dawn،    The Old  Maid،  The Spark، New Year's Day)‏ هي رواية للكاتبة الأمريكية إديث وارتون.